# Charles Scott
Charles F. Scott (Athens, 1864 - 1 april 1944) was een Amerikaans elektrotechnicus en pionier op het gebied van elektriciteitstransmissie. Daarnaast is hij de bedenker van de Scott-transformator, een transformatorschakeling waarmee een driefasenspanning omgezet wordt naar een tweefasenspanning, en omgekeerd.

## Levensloop
Charles Scott werd geboren in Athens, Ohio, waar zijn vader lid was aan de faculteit van de Ohio University. Scott spendeerde twee jaar als student aan die universiteit voordat hij naar de Ohio State University (Columbus) ging waar hij in 1885 afstudeerde. Hij deed promotiewerk in de wis- en natuurkunde aan de Johns Hopkins University, waarna hij in 1888 toetrad tot de techniek afdeling van de Westinghouse Electric and Manufacturing Company in Pittsburgh. Een van zijn eerste opdrachten was het begeleiden en assisteren van de legendarische uitvinder Nikola Tesla in de ontwikkeling van de wisselstroom inductiemotor.
In 1911 nam Scott ontslag bij Westinghouse om professor en hoofd elektrotechniek te worden aan de Sheffield Scientific School van Yale universiteit. Tijdens de Eerste Wereldoorlog waren hij en enkele Yale collega's betrokken in de ontwikkeling van anti-onderzeeboot wapentuig.
Scott ontving in 1929 de prestigieuze IEEE Edison Medal van de AIEE (huidige IEEE) als erkenning van zijn vroege bijdragen op het gebied van meerfasige energietransport. Datzelfde jaar werd hij verkozen tot erelid van de AIEE. In 1939 ging hij met pensioen en hij overleed in 1944 op 80-jarige leeftijd.

## Hoogspanningsonderzoek
Scott nam ook deel in het ontwerp van een wisselstroominstallatie nabij Telluride (Colorado), die in 1891 in bedrijf werd gesteld. Bij dit project werd elektriciteit getransporteerd van een waterkrachtcentrale naar een mijnbouw faciliteit, over een afstand van 2 mijl. Scott en zijn collega's gebruikten de Telluride-luchtlijn voor veldexperimenten om de energieverliezen te bepalen van corona-ontladingen door invloed van hoogspanning.
In een technisch artikel gebaseerd op dit onderzoek schreef Scott: "Onder de 20 000 volt gaven de draden een sissend en krakend geluid af en in het donker begonnen ze lichtgevend te worden. Als de spanning verhoogd werd dan werd het geluid intenser, de draden trilden en gaven meer licht af totdat bij nog hogere spanningen ze omgeven waren door een gloed van blauw licht die vele malen groter was dan de diameter van de draad."
Hieruit concludeerde hij dat 40 000 tot 50 000 volt de hoogste spanning zou zijn die voor hoogspanningslijnen gebruikt kon worden zonder dat de energieverliezen als gevolg van corona een probleem zouden gaan worden. Scotts analyse stimuleerde H.J. Ryan van de Cornell-universiteit om begin 20e eeuw verder onderzoek hierna te doen. Hierbij werd aangetoond dat coronaverliezen verkleind konden worden door de diameter en afstand tussen de geleiders te vergroten. Hierdoor konden veel hogere transportspanningen gebruikt worden dan Scott aanbevolen had.